# لخبابشة
لخبابشة هي قرية جزائرية تابعة لبلدية الأوريسية: الكائنة بدائرة عين أرنات، بولاية سطيف